# Liolaemus tirantii
Liolaemus tirantii — вид ігуаноподібних ящірок родини Liolaemidae. Ендемік Аргентини. Описаний у 2017 році.

## Поширення й екологія
Liolaemus tirantii відомі з типової місцевості, що лежить за 18,5 км на захід від Кутраль-Ко в департаменті Сапала в провінції Неукен, на висоті 970 м над рівнем моря.